# Shields (album)
Shields je čtvrté studiové album americké skupiny Grizzly Bear. Vydáno bylo 18. září roku 2012 společností Warp Records. Producentem alba byl jeden z členů kapely, baskytarista Chris Taylor. V hitparádě Billboard 200 se umístilo na sedmé příčce; v žebříčku nejlepších nezávislých alb téhož časopisu pak na čelní pozici.

## Seznam skladeb
| Pořadí | Název            | Délka |
| ------ | ---------------- | ----- |
| 1.     | Sleeping Ute     | 4:35  |
| 2.     | Speak in Rounds  | 4:24  |
| 3.     | Adelma           | 1:02  |
| 4.     | Yet Again        | 5:18  |
| 5.     | The Hunt         | 3:44  |
| 6.     | A Simple Answer  | 6:00  |
| 7.     | What's Wrong?    | 5:44  |
| 8.     | Gun-Shy          | 4:30  |
| 9.     | Half Gate        | 5:29  |
| 10.    | Sun in Your Eyes | 7:06  |

## Obsazení
- Ed Droste – zpěv, doprovodné vokály
- Daniel Rossen – zpěv, doprovodné vokály, kytara, klavír, syntezátory, violoncello, aranžmá
- Chris Taylor – baskytara, doprovodné vokály, syntezátory, saxofon, klarinet, basklarinet, flétna, bicí automat, aranžmá
- Christopher Bear – bicí, perkuse, doprovodné vokály, bicí automat, lap steel, elektrické piano, syntezátory